# Saison 4 de Veronica Mars
Chronologie
Veronica Mars, le film
Cet article présente le guide des épisodes de la quatrième saison de la série télévisée Veronica Mars.

## Généralités
- Aux États-Unis, tous les épisodes de la saison sont disponibles depuis le 19 juillet 2019 sur Hulu.
- En France, la saison est diffusée depuis le 25 février 2020 sur Warner TV.
- Au Québec, la saison était d'abord disponible en streaming depuis le 23 avril 2020 sur la plateforme Club Illico, puis elle a été diffusée à la télévision le 7 juin 2021 sur Prise 2.

## Distribution de la saison

### Acteurs et actrices crédités au générique
- Kristen Bell (VF : Laura Préjean) : Veronica Mars
- Enrico Colantoni (VF : Thierry Kazazian) : Keith Mars
- Jason Dohring (VF : Charles Pestel) : Logan Echolls

### Acteurs et actrices crédités de façon récurrente

#### Anciens acteurs et actrices
- David Starzyk (VF : Philippe Valmont) : Richard Casablancas (6 épisodes)
- Francis Capra (VF : Xavier Fagnon) : Eli « Weevil » Navarro (5 épisodes)
- Percy Daggs III (VF : Yoann Sover) : Wallace Fennel (5 épisodes)
- Daran Norris (VF : Marc Bretonnière): Clifford "Cliff" McCormack (4 épisodes)
- Ken Marino (VF : Olivier Cordina) : Vinnie Van Lowe (3 épisodes)
- Max Greenfield (VF : Adrien Antoine) : Leonardo "Leo" D'Amato (3 épisodes)
- Ryan Hansen (VF : Julien Allouf) : Dick Casablancas (3 épisodes)
- Adam Rose (VF : Franck Tordjman) : Max (1 épisode)
- Christopher B. Duncan (VF : Thierry Mercier) : Clarence Wiedman (1 épisode)
- Duane Daniels (VF : Hervé Caradec) : Van Clemmons (1 épisode)
- James Jordan (VF : Stéphane Marais) : Timothy "Tim" Foyle (1 épisode)
- Julie Gonzalo (VF : Sauvane Delanoë) : Parker Lee (1 épisode)
- Kyle Secor (VF : Régis Lang) : Jake Kane (1 épisode)
- Rodney Rowland (VF : Guillaume Orsat) : Liam Fitzpatrick (1 épisode)
- Ryan Devlin (VF : Benjamin Boyer) : Mercer Hayes (1 épisode)

#### Nouveaux acteurs et actrices
- Clifton Collins Jr. (VF : Laurent Maurel) : Alonzo Lozano (8 épisodes)
- Dawnn Lewis (VF : Corinne Wellong) : Marcia Langdon (8 épisodes)
- Frank Gallegos (VF : Marc Saez) : Dodie Mendoza (8 épisodes)
- Izabela Vidovic (VF : Alice Orsat) : Matty Ross (8 épisodes)
- Patton Oswalt (VF : Jean-Loup Horwitz) : Penn Epner (8 épisodes)
- J.K. Simmons (VF : Jean Barney) : Clyde Pickett (7 épisodes)
- Kirby Howell-Baptiste (VF : Fily Keita) : Nicole Malloy (7 épisodes)
- Jacqueline Antaramian (VF : Zaïra Benbadis) : Amalia Maloof (6 épisodes)
- Mido Hamada (VF : Rody Benghezala) : Daniel Maloof (6 épisodes)
- Paul Karmiryan (VF : Alexandre Nguyen) : Alex Maloof (6 épisodes)
- Tyler Alvarez : Juan-Diego De La Cruz (3 épisodes)
- Mary McDonnell (VF : Armelle Gallaud) : Jane (1 épisode)

Version française
- Studio de doublage : Dubbing Brothers
- Direction artistique : Marie-Laure Beneston
- Adaptation : Claire Impens

## Épisodes

### Épisode 1:Spring Break Forever
- États-Unis : 19 juillet 2019 sur Hulu
- France : 25 février 2020 sur Warner TV
- Québec :
  - 23 avril 2020 sur Club Illico
  - 7 juin 2021 sur Prise 2

### Épisode 2:Enquêtes parallèles
- États-Unis : 19 juillet 2019 sur Hulu
- France : 25 février 2020 sur Warner TV
- Québec :
  - 23 avril 2020 sur Club Illico
  - 14 juin 2021 sur Prise 2

### Épisode 3:Que la fête continue!
- États-Unis : 19 juillet 2019 sur Hulu
- France : 3 mars 2020 sur Warner TV
- Québec :
  - 23 avril 2020 sur Club Illico
  - 21 juin 2021 sur Prise 2

### Épisode 4:À en perdre la tête
- États-Unis : 19 juillet 2019 sur Hulu
- France : 3 mars 2020 sur Warner TV
- Québec :
  - 23 avril 2020 sur Club Illico
  - 28 juin 2021 sur Prise 2

### Épisode 5:Une menace culottée
- États-Unis : 19 juillet 2019 sur Hulu
- France : 10 mars 2020 sur Warner TV
- Québec :
  - 23 avril 2020 sur Club Illico
  - 5 juillet 2021 sur Prise 2

### Épisode 6:Comprendre sa douleur
- États-Unis : 19 juillet 2019 sur Hulu
- France : 10 mars 2020 sur Warner TV
  - 23 avril 2020 sur Club Illico
  - 12 juillet 2021 sur Prise 2

### Épisode 7:Les Dieux de la guerre
- États-Unis : 19 juillet 2019 sur Hulu
- France : 17 mars 2020 sur Warner TV
  - 23 avril 2020 sur Club Illico
  - 19 juillet 2021 sur Prise 2

### Épisode 8:Des années, des continents, du sang et des larmes
- États-Unis : 19 juillet 2019 sur Hulu
- France : 17 mars 2020 sur Warner TV
  - 23 avril 2020 sur Club Illico
  - 26 juillet 2021 sur Prise 2